# 桶狭間上の山
桶狭間上の山（おけはざまうえのやま）は、愛知県名古屋市緑区の地名。丁目の設定はない。住居表示未実施。

## 地理
名古屋市緑区の東部に位置し、南に桶狭間南、北に桶狭間、西に南陵、東に大府市と接する。

## 歴史

### 町名の由来
大字桶狭間の字上ノ山に由来する。

### 沿革
- 2010年（平成22年）11月6日 - 緑区有松町大字桶狭間字樹木・字郷前・字藪下・字上ノ山・字平子・字嵐廻間の各一部および字平坪の全域をもって、同区桶狭間上の山として成立する[WEB 1]。

## 世帯数と人口
2019年（平成31年）3月1日現在の世帯数と人口は以下の通りである。
| 町丁         | 世帯数  | 人口    |
| ------------ | ------- | ------- |
| 桶狭間上の山 | 538世帯 | 1,438人 |

### 人口の変遷
国勢調査による人口の推移
| 2015年（平成27年） | 1,421人 | [ WEB 7 ] |  |

## 学区
市立小・中学校に通う場合、学校等は以下の通りとなる。また、公立高等学校に通う場合、学区は以下の通りとなる。なお、小学校は学校選択制度を導入しておらず、番毎で各学校に指定されている。
| 小学校                                      | 中学校               | 高等学校 |
| ------------------------------------------- | -------------------- | -------- |
| 名古屋市立桶狭間小学校 名古屋市立南陵小学校 | 名古屋市立有松中学校 | 尾張学区 |

## その他

### 日本郵便
- 郵便番号 : 458-0926[WEB 4]（集配局：緑郵便局[WEB 10]）。

### WEB
1. 1 2  名古屋市役所市民経済局地域振興部住民課町名表示係 (2013年6月6日). “名古屋市:名古屋市緑区の一部で町名・町界変更を実施(平成22年11月6日実施)”. 2018年11月8日閲覧。
2. 1 2  “愛知県名古屋市緑区の町丁・字一覧”.   人口統計ラボ. 2018年11月8日閲覧。
3. 1 2  “町・丁目(大字)別、年齢(10歳階級)別公簿人口(全市・区別)”.   名古屋市 (2019年3月20日). 2019年3月21日閲覧。
4. 1 2  “郵便番号”.  日本郵便. 2019年3月17日閲覧。
5. ↑  “市外局番の一覧”.   総務省. 2019年1月6日閲覧。
6. ↑  名古屋市役所市民経済局地域振興部住民課町名表示係 (2017年10月2日). “緑区の町名一覧”.   名古屋市. 2017年10月7日閲覧。
7. ↑  名古屋市役所総務局企画部統計課統計係 (2017年7月7日). “平成27年国勢調査　名古屋の町(大字)別・年齢別人口” (XLS). 2017年10月8日閲覧。
8. ↑  “市立小・中学校の通学区域一覧”.   名古屋市 (2018年11月10日). 2019年1月14日閲覧。
9. ↑  “平成29年度以降の愛知県公立高等学校（全日制課程）入学者選抜における通学区域並びに群及びグループ分け案について”.   愛知県教育委員会 (2015年2月16日). 2019年1月14日閲覧。
10. ↑  “郵便番号簿 2018年度版” (PDF).   日本郵便. 2019年3月31日閲覧。